# Din gata 100,6
Din gata 100,6 er en svensk radiostation i Malmø som er ejet af Sveriges Radio. Målgruppen er unge mennesker og derfor er musikken der bliver spillet hovedsageligt Hiphop og R&B. Din gatas slogan er "Alla talar Skånska" (Alle snakker skånsk) hvilket vil sige at alle på radiostationen snakker med den lokale dialekt.
Radiostationen startede den 6. Marts 2006, og overtog en tidligere frekvens fra Sveriges Radio P2. Der har været planer om at lancere radiostationen i Gøteborg og Stockholm men de planer blev dog aldrig til noget.